# شيني دوشي
شيني دوشي نجمة في بوليوود. كانت عارضة ازياء في احمد اباد ومن ثما انتقلت الي مومباي أول بدايتها في التمثيل في مسلسل «ساراس تشندرا» المعروف ب (سحر الاسمر) وعن هذا المسلسل تقول: «عندما انتقلتُ إلى مومباي، لم أكن أعتقد أنني سأصوّر إعلانات للصابون اليومي. كنتُ أزاول مهنة عرض الأزياء وأتطلّع إلى المشاركة في الأفلام. لكنني كنتُ أريد من كل قلبي أن أعمل مع سانجايجي، لأنّ طريقة تصويره لفيلم إستثنائيّة ومييزة، وبالفعل له رؤية خاصة به. انتظرتُ سنة كاملة لأتمكن من المشاركة في هذا المسلسل، وفي هذا الوقت كنتُ أصوّر الإعلانات. إنني أختار أعمالي بدقّة». ولدت عام05/11/ 1989 (25سنة) كانت من عائلة متوسطة وكانت تريد ان تصبح طبيبة اسنان لكن الظروف لم تسمح لها. هي متزوجة من «موسام باتل» ولديها طفل منه.